# Узон (село)
Узон (бур. Узэнэ - изучение, ознакомление) — село в Дульдургинском районе Агинского Бурятского округа Забайкальского края. Административный центр и единственный населённый пункт в сельском поселении «Узон». В 1989 году население — 1282 чел., в 2002-м — 1183.

## География
Расположено в южной части района, в 12 км к югу от районного центра — села Дульдурга, на одноимённой реке Иля.
Климат
резко континентальный. Лето жаркое, средняя температура в июле +16 ÷ +18 °C (максимальная + 38 °C). Зима холодная, солнечная, средняя температура в январе составляет −22 ÷ −24 °C (абс. минимум −47 °C).
Осадков выпадает от 300 до 400 мм/год.
Продолжительность вегетационного периода 90—150 дней.

## История
Основано в 1930 году в путём объединения поселений кочевников хамниганов.
16.05.2018 открылся сайт Администрации сельского поселения «Узон».

## Население
| 1989 | 2002  | 2010  | 2012  | 2013  | 2014  | 2015  | 2016  | 2017  | 2021  |
| ---- | ----- | ----- | ----- | ----- | ----- | ----- | ----- | ----- | ----- |
| 1282 | ↘1183 | ↘1167 | ↘1165 | ↘1157 | →1157 | ↘1124 | ↘1103 | ↘1078 | ↘1037 |

## Инфраструктура
Экономика
Развито сельское хозяйство.
Коллективное хозяйство, со времён СССР — колхоз «Узон».
Личное подсобное хозяйство.
КФХ.
Социальные объекты
Средняя общеобразовательная школа, Дом культуры, музей с. Узон, библиотека, сельская врачебная амбулатория, Узонский дацан.
Памятники: в честь воинов-земляков, погибших на фронтах Великой Отечественной; В. И. Ленину.
Администрация сельского поселения, почтовое отделение.

## Транспорт
Автодорога «Подъезд к с. Узон», ответвление региональной автодороги 76А-005 Дарасун — государственная граница с Монголией.